# Dépaysement
En psychologie, le dépaysement est une émotion ressentie par le changement d'habitudes ou d'environnements. Il désigne souvent les sentiments associés à une immersion dans un environnement inconnu, différent de celui d'origine. Le dépaysement peut ainsi se produire lors du changement d'un lieu de vie à un autre.

## Droit
En droit français, le dépaysement judiciaire consiste à dessaisir la juridiction naturelle pour renvoyer une affaire à un autre tribunal.
En droit pénal canadien, le terme utilisé pour désigner un changement de circonscription judiciaire à la demande du poursuivant ou du prévenu est « changement de venue ». Le juge peut ordonner cela en vertu de l'article 599 du Code criminel.